# Thatch Cay
Thatch Cay je mali, nenaseljen otok površine 931.000 m² udaljen 800 metara od sjeveroistočne obale Saint Thomasa. Njegov najviši vrh je na 147 metara. To je jedan od posljednjih nerazvijenih otoka u privatnom vlasništvu na Američkim Djevičanskim otocima.

## Povijest
Otok je dobio ime po tirskim palmama, Coccothri x alta koje rastu u gustim šunarcima na nekim dijelovima otoka i koje su robovi koristili za izradu vreća i krovova za svoje zgrade. Od 1804. godine bio je u vlasništvu danske obitelji Reyck, koji su bili prvi stanovnici, a bio je i dom male plantaže pod nazivom "Nada" koja se sastojala od četrnaest članova obitelji i dva roba. Ne zna se točno kada se obitelj odrekla vlasništva nad otokom, ali se smatra da je to bilo otprilike u vrijeme kupnje gotovo cijelog lanca od strane američke vlade 1917. godine. Sredinom 1900-ih na otoku se nalazilo malo ribarsko mjesto koje se sastojalo od 6 malih objekata, kao i mali rudnik bakra. Kamene ruševine ovih građevina mogu se vidjeti i danas. Kej je također kroz povijest bio poznat po jastozima vrste Panulirus argus kojih ima u velikom broju oko otoka.

### Recentna povijest
Godine 2000. Scott McIntyre iz tvrtke Idealight VI LLC sklopio je ugovor o kupnji Thatch Caya od Teritorijalnog suda Američkih Djevičanskih otoka u okviru Idealightove prakse razvoja luksuznih nekretnina i korporativnog turizma. Sa samo 6 planiranih imanja, McIntyreov privatni, ekološki prihvatljiv dizajn za Thatch Cay uključivao je bežične mreže na solarnom pogonu širom otoka smještene u "kući" kako bi stanovnicima ponudili i obiteljski odmor i korporativnu upotrebu. Godine 2003. McIntyre je predao projekt tvrtki iz San Diega koja je počela prodavati otok.